# دارين ماين
دارين ماين (بالإنجليزية: Darren Main)‏ هو كاتب أمريكي، ولد في 20 يناير 1971 في ويسترلي في الولايات المتحدة.

## وصلات خارجية
- الموقع الرسمي